# Jeanne Delaunoy
Jeanne Delaunoy (Sint-Gillis, 20 mei 1881 – Ukkel, 12 augustus 1953) was een Belgische frontverpleegster tijdens de Eerste Wereldoorlog in hospitaal L'Océan in De Panne.

## Levensloop
Jeanne, Thérèse Aldophine, Delaunoy werd geboren op 20 mei 1881 in Sint-Gillis. In haar dagboek noemt ze haar vader en moeder niet bij naam. Haar vader was dokter. Delaunoy was enig kind en ze groeide op in de Molièrelaan 258 in Ukkel. De familie Delaunoy bezat een villa 'Le Sillage' in Koksijde. Van opleiding was Delaunoy wetenschappelijk regentes. Ze behaalde haar diploma schilderen aan de academie in Leuven. In 1904 begon ze aan een opleiding verpleegkunde in de katholieke school Sint-Camillus te Brussel. In 1908 behaalde ze haar diploma als verpleegster.

### Oorlogscarrière
In vredestijd is ze ingeschreven in het militair hospitaal van Woluwe, ze is daar echter niet aan de slag gegaan als verpleegster. Ze deed in Brussel een opleiding sociaal werk en volgde een cursus kunst en muziek. Na het uitbreken van de Eerste Wereldoorlog reageerde ze meteen op een oproepingsbrief van de verpleegstersschool. Op 5 augustus 1914 begon ze met werken in het Elisabethhospitaal in Brussel. Vanaf de opening op 20 december 1914 was ze tot op het einde van de oorlog actief in het Rode Kruishospitaal L'Océan in De Panne en Vinkem. Ze verzorgde daar de gewonden. Haar motto was: "Uitvoeren wat anderen niet wensen te doen".

### Na de oorlog
Tussen 1920 en 1932 verzorgde ze haar moeder die ziek was geworden. Tussen 1932 en 1936 verbleef Delaunoy in het buitenland en was ze slachtoffer geworden van een zwaar ongeluk. Jeanne Delaunoy overleed op 12 augustus 1953 in Ukkel. De oorzaak van het overlijden is onbekend. Ze was ongehuwd en bleef kinderloos.

### Onderscheidingen
Delaunoy kreeg enkele onderscheidingen toegekend: Gouden Medaille van de Leopold II Orde, Burgerlijke Medaille 1e klasse en Medaille koningin Elisabeth met rood lint. In 1920 was Delaunoy genomineerd als een van de twee Belgische verpleegsters voor de Florence Nightingalemedaille, de hoogste internationale onderscheiding voor verpleegsters. De medaille ging uiteindelijk naar haar collega Kate Schandeleer. In 2020 werd een plein vernoemd naar haar in De Panne, namelijk het Jane De Launoyplein.

## Galerij

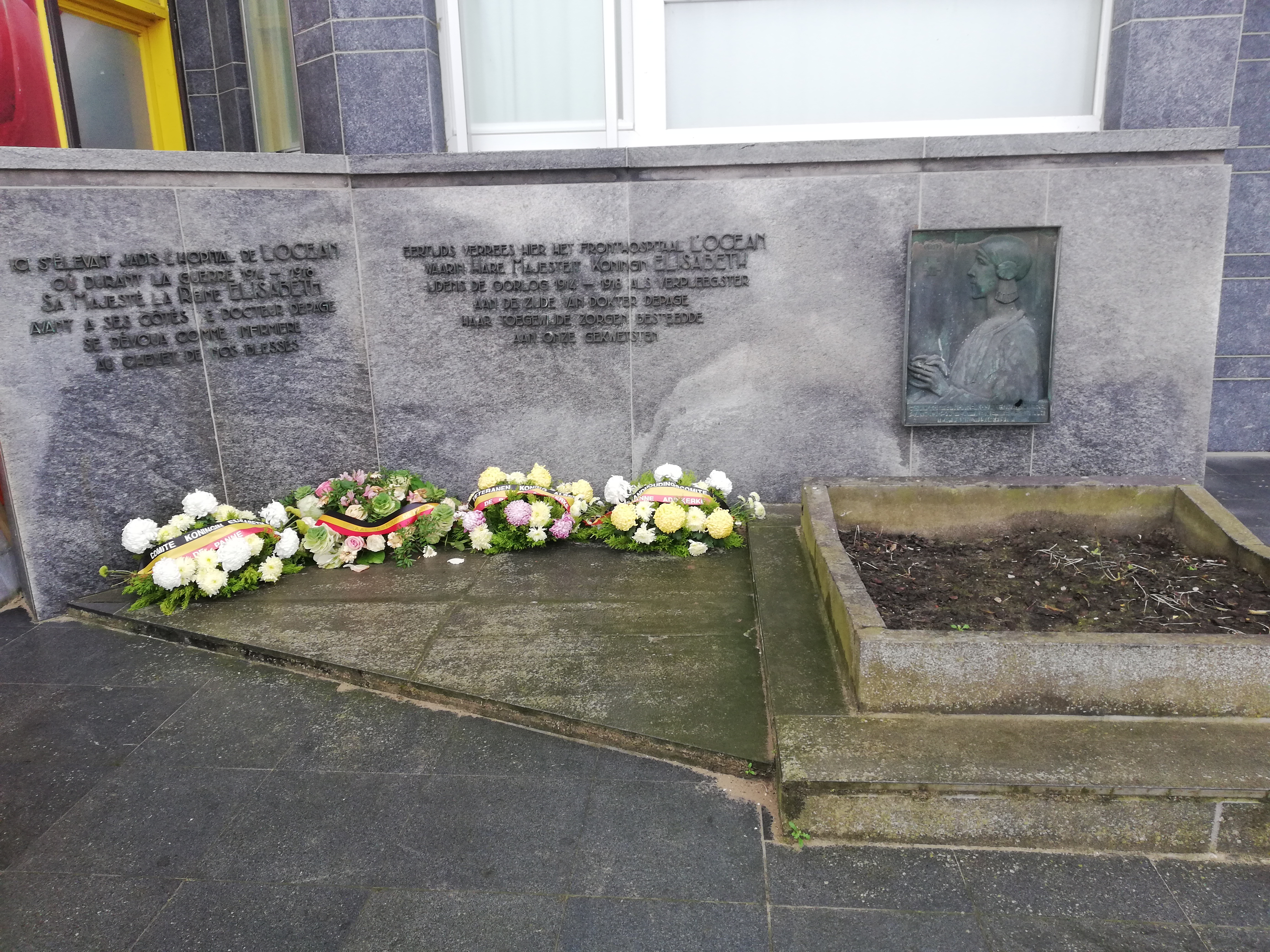
Gedenksteen L'Océan De Panne en dokter Antoine Depage, gelegen vlak voor residentie Reine aan de Zeedijk te De Panne.
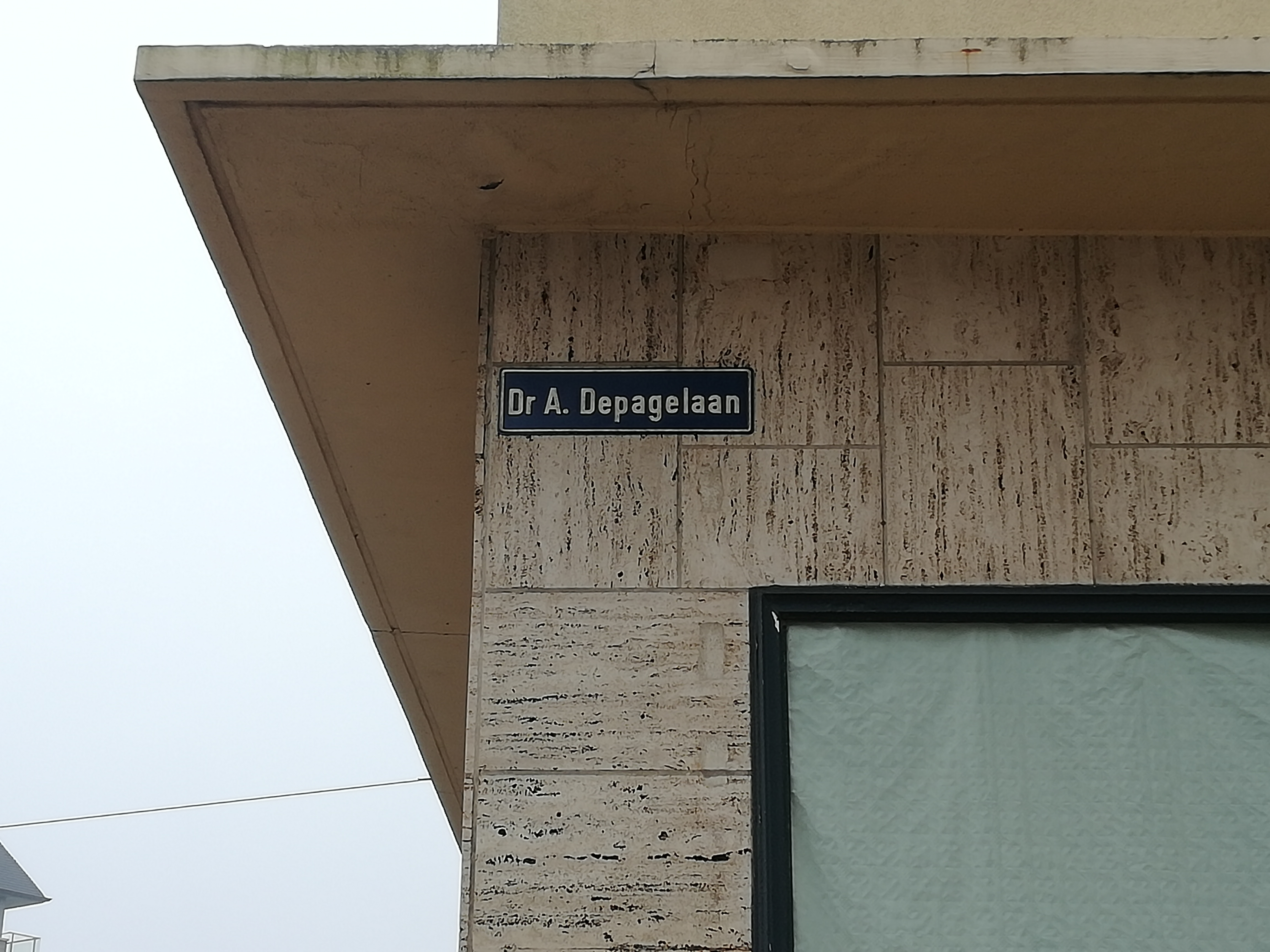
Straatnaam Dr. A. Depagelaan te De Panne.
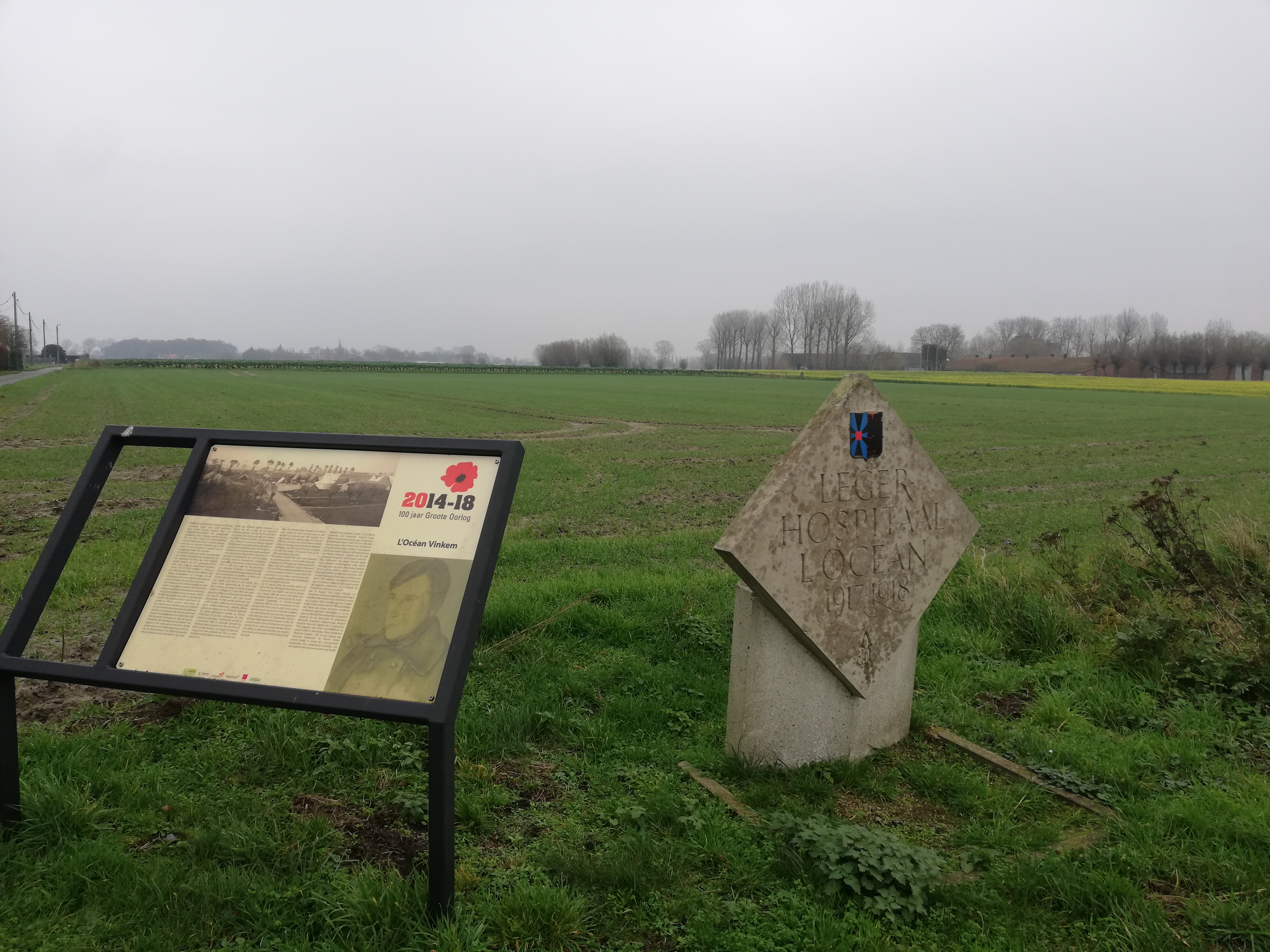
Gedenksteen L'Océan te Vinkem met uitzicht. Gelegen aan Joe Englishstraat.
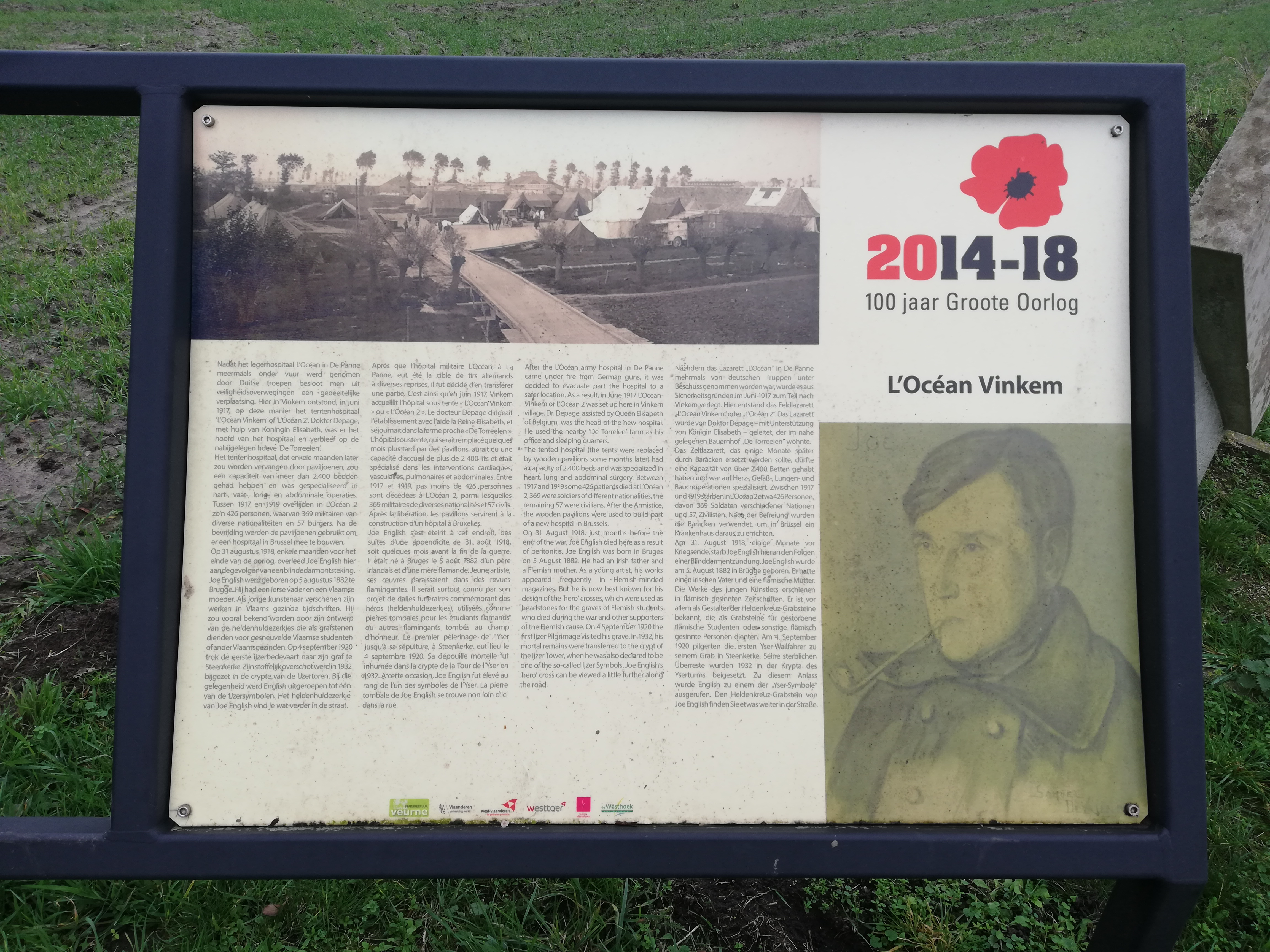
Informatief bord aan het gedenksteen van L'Océan te Vinkem. Gelegen aan Joe Englishstraat.
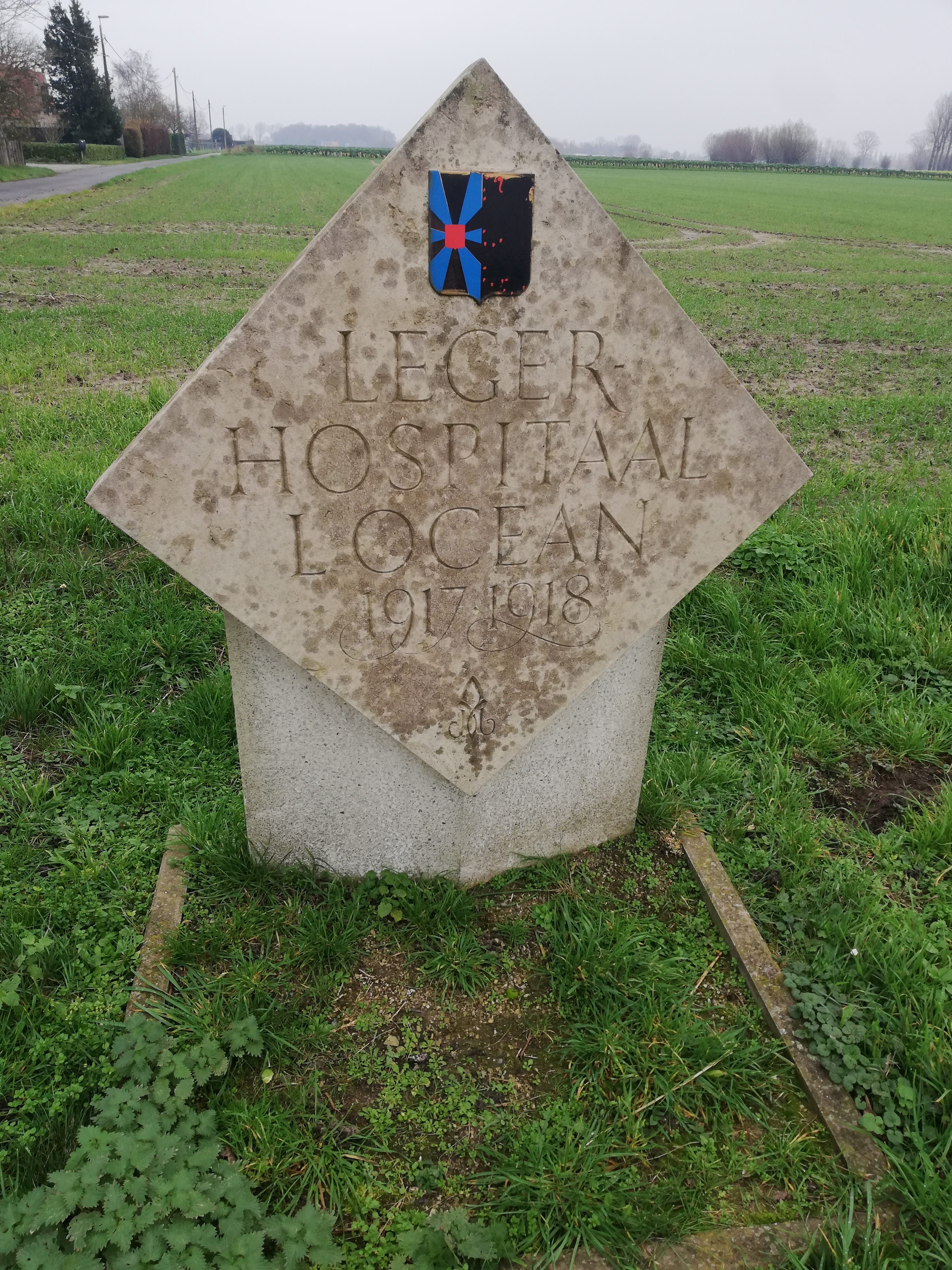
Gedenksteen L'Océan te Vinkem. Gelegen aan Joe Englishstraat.
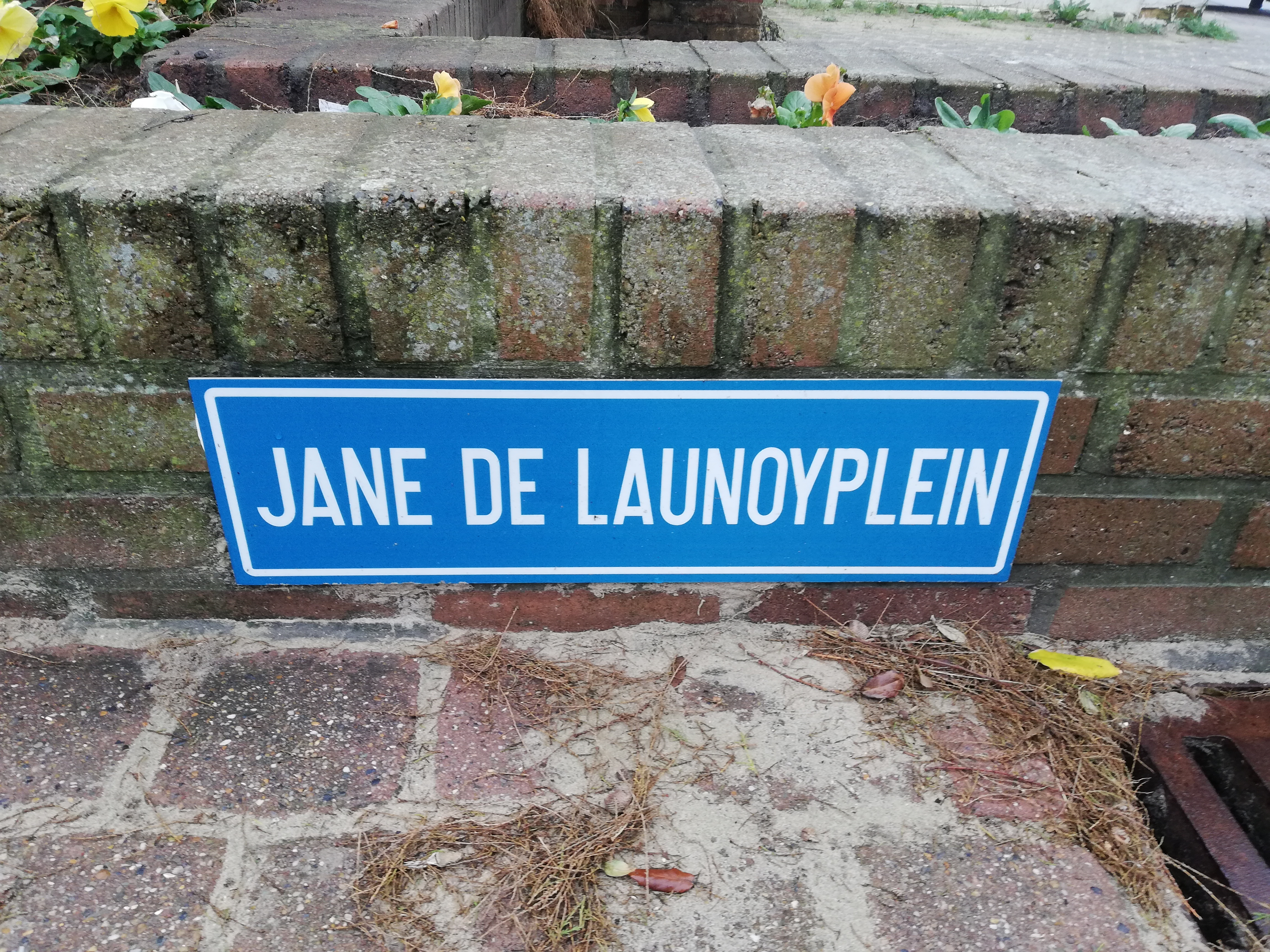
Jane De Launoyplein.
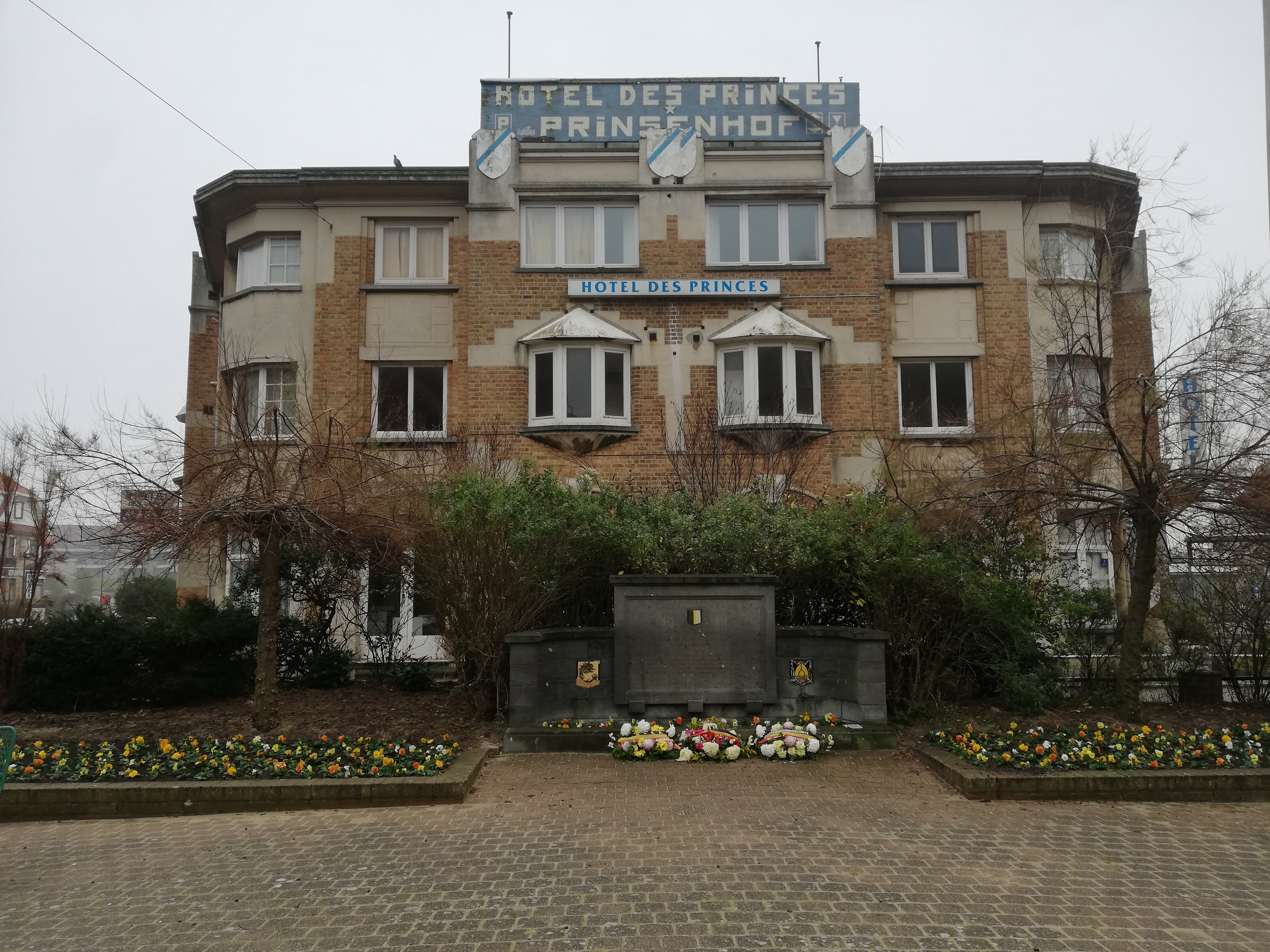
Jane De Launoyplein met zicht op het Prinsenhof te De Panne.
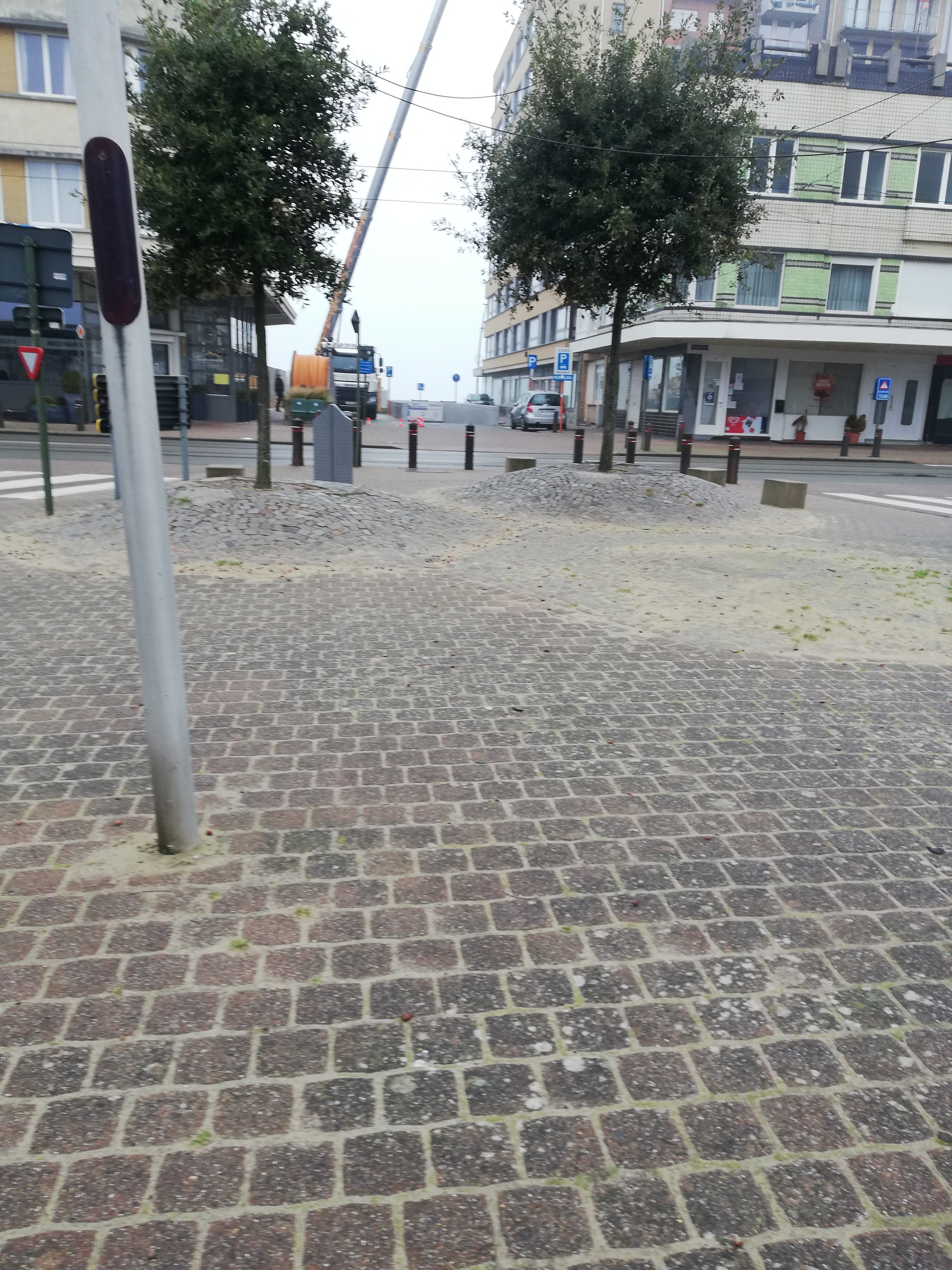
Jane De Launoyplein met zicht op Nieuwpoortlaan te De Panne.

### Persoonlijkheid
Delaunoy vond zichzelf geen mooie vrouw. Ze had naar eigen zeggen een grote, lange neus. Als er tijdens de Eerste Wereldoorlog gefilmd werd of foto's werden genomen, zorgde ze dat ze niet in beeld kwam. Delaunoy behoorde tot de eerste Belgische lichting van moderne idealistische vrouwen, die het hospitaalwerk in een nieuwe richting duwden. Ze was een ongewone vrouw met buitengewone werkkracht. Haar houding getuigde van moed, zelden was ze bang. In haar vrije tijd schreef ze gedichten en schilderde ze aquarellen.

## Eerste Wereldoorlog

### 1914
Delaunoy verliet, op de dag van de Duitse inval, de villa 'Le Sillage' op de Zeedijk te Sint-Idesbald, Koksijde. Samen met haar familie keerde ze terug naar Brussel. Ze kon zich veroorloven om niet te gaan werken. Toch werd ze herinnerd aan haar belofte die ze deed bij haar diploma-uitreiking om haar land te dienen in oorlogstijd. Als 33-jarige verpleegster begon ze haar oorlogsdienst in het Sint-Elisabethziekenhuis te Brussel. Van 4 oktober tot half december 1914 was ze actief in het Divisiehospitaal te De Panne. Vanaf 22 december werkte ze in het Rode Kruishopitaal, L'Océan, onder leiding van dokter Depage. Dit kwam geheel onverwachts, Delaunoy genoot een opleiding bij de katholieke verpleegstersschool Saint-Camille te Brussel, wat de tegenhanger was van de vrije verpleegstersschool van Elsene, opgericht door dokter Depage. Delaunoy was een van de eerste gediplomeerde verpleegster in het L'Océanhospitaal.

### 1915
In 1915 zijn de gasgangreenaanvallen zeldzamer geworden sinds de methode-Carrel-Dakin. Deze methode bevat een ontsmetting met een oplossing van natriumhypochloriet, een van de meest gebruikte en doeltreffendste ontsmettingsmiddelen. Het voorkomt amputaties aan de ledematen. In mei 1915 stierf Marie Depage, vrouw van dokter Depage. Jeanne woonde de begrafenis bij en hemelde de vrouw op in haar dagboeknotities. Volgens Delaunoy gaf Marie een voorbeeld dat kon tellen, aan hun drie zonen. De plechtigheid raakte Delaunoy omdat Marie een van de eersten was binnen het team die het leven liet.

### 1916 – 1917
L'Océan ontving non-stop gewonde patiënten. Drie ploegen behandelden dringende ingrepen, die in drukke periodes drie operatietafels tegelijk bedienden. Meer dan drie jaar assisteerde Jeanne urenlang chirurgen aan de operatietafel. Ze liep grote risico's op bij besmettelijke ziektes, zoals tetanus en tyfus. Vanaf 1917 werkte ze in de L'Océan te Vinkem wat voorlopig nog op een tentendorp leek, in afwachting van een nieuw hospitaal dat weldra zijn deuren ging openen. Ze kregen af en toe versterking van de koningin om hen bij te staan bij de verzorging van de gewonden.

### 1918
In juni 1918 kwam het bevel om alle gewonden en personeel van De Panne naar L'Océan in Vinkem over te brengen. Er bleef slechts 1 dokter en 5 verpleegsters over. Na 3,5 jaar verliet Jeanne definitief De Panne. Tijdens het eindoffensief was Delaunoy verantwoordelijk voor de nazorgdienst trepanatie/schedellichting. Koning Albert kwam op bezoek in het hospitaal. Het was Jeanne haar taak om hem uitleg te geven over de aard van de verwondingen op haar afdeling. Ze gaf hem mee dat de dienst buik- en borstwonden, schedel- en wervelkolompatiënten samen met de gasslachtoffers, het hoogste percentage overlijdens telde. Op 22 november 1918 was Delaunoy aanwezig bij de intrede van koning Albert I en koningin Elisabeth, die terugkeerden naar de hoofdstad na vier jaar in de Westhoek verbleven te hebben.

## Dagboek
In 1937 publiceerde Delaunoy haar dagboek. Het telde 600 pagina's die ze tijdens de oorlog had geschreven. De reden van publicatie was het feit dat koningin Elisabeth liet vallen dat ze het jammer vond dat niemand had bijgehouden wat er zich precies afspeelde in het oorlogshospitaal in De Panne en Vinkem. De koningin wist niets van het bestaan van het dagboek. De belangrijkste thema's in haar dagboek zijn het omgaan met gewonde lichamen en de omgang met de dood. Ze sloot haar dagboek af op 22 november 1918 met de volgende notitie:

Ik ben gelukkig, zeker, ja, … maar ik heb het geloof in het leven verloren. Mijn illusies heb ik voor altijd begraven. Want ik heb ook de slechte kanten van de mens leren kennen. Ik heb intens geleefd, in de oorlog worden alle gevoelens veel feller. Velen van wie ik hield, liggen in Vlaamse bodem begraven. Ik werd te veel met lijden geconfronteerd, in mij is een wanverhouding gegroeid tussen blijdschap en verdriet.

Het dagboek was opgesteld in het Frans. André Gysel heeft de teksten vertaald naar het Nederlands.

## Naam
Haar Britse collega-verpleegsters noemden haar 'Jane'. Het was deze naam die ze gebruikte in haar briefwisseling met onder meer koningin Elisabeth en het Rode Kruis in Genève. Ook in haar dagboek ondertekende ze met Jane. 

## Geraadpleegde bronnen
- Ameeuw, J. (2014). Veurne in de Grote Oorlog. De Klaproos.
- Caroline Beele (Archiefdienst en Erfgoedhuis te Koksijde).
- De Backer, P. (2009). Arts in de Grote Oorlog. De Klaproos.
- De Launoy, J. (2000). Oorlogsverpleegsters in bevolen dienst. Snoeck-Ducaju & Zoon
- De Munck, L. & Vandeweyer, L. (2012). Het hospitaal van de koningin. Gemeentebestuur De Panne
- Vanden Bussche, M. (2015). Leven en dood in Koksijde en Veurne-Ambacht tijdens WO I. Stichting Kunstboek.
- Vanleene, P. (2001). Op Naar De Grote Oorlog (1ste editie). De Klaproos.